# Experiment d'Asch
En psicologia, l'experiment de Solomon Asch o el paradigma d'Asch eren una sèrie d'estudis dirigits per Solomon Asch que estudiaven si i com els individus cedien o desafiaven un grup majoritari i l'efecte d'aquestes influències en les creences i opinions.
És un dels experiments més cèlebres de la història de la psicologia social. Aquest experiment corrobora, per primera vegada, empírica i quantitativament la hipòtesi que per tants anys s'ha intuït: les conductes o opinions d'un individu són el resultat d'una pressió real o imaginada d'un grup social.
No és exagerat considerar l'experiment d'Asch (1956) com un experiment crucial en el camp de la psicologia social. Per primera vegada fa possible estudiar de manera experimental els efectes de la pressió de grup sobre el comportament individual, més enllà d'hipòtesis intuïtives o de sentit comú.
S'ha replicat nombroses vegades per a ser inclòs en altres estudis. Per citar algunes de les més importants: ALLEN I LEVINE (1971), McGUIRE (1978), PETTY I CACCIOPO (1987). Cal dir que en totes ocasions en què s'han mantingut les mateixes condicions experimentals els resultats s'han mantingut de manera consistent: entorn del 70% dels individus sotmesos a la prova responen de manera congruent amb la del grup (en la situació òptima d'un sol individu contra una majoria unànime), amb un nivell de significativitat respecte al grup de control de c2 = 58.4; p < 0,001 (Asch, 1956, p. 10). Lògicament, la proporció varia en casos més específics (dos o més individus contra la majoria, majoria unànime però inconsistent, variacions en el judici de la majoria, etc.).

## Usos posteriors
Desenvolupada a la dècada de 1950, la metodologia continua sent utilitzada per molts investigadors. Els usos inclouen l'estudi dels efectes de conformitat de la importància de la tasca, edat, sexe, i cultura.
Actualment, el camp de l'experimentació on s'utilitza l'experiment de S. Asch és el de la violència i agressions humanes. Tots els experiments de Sociologia que estudien efectes de la pressió de grup deriven del de Solomon Asch. Alguns dels causants d'aquestes reaccions en el cervell humà s'han estudiat per especialistes; dels quals nosaltres hem seleccionat aquells que més tenen a veure amb el nostre experiment.
Identitat Social: l'efecte mínim de grup.
Ací tenim un epígrafe en versió original dels objectius d'aquests experiments, derivats de l'experiment d'Asch:
| « | Tajfel and his collaborators (see Brown) have shown in many studies that arbitrary division of individuals into two groups, even by flipping a coin, is enough to generate ingroup preference. Individuals prefer the products of their own group, and favor members of their own group when distributing rewards and costs. The interpretation offered by Tajfel and his collaborators is that a purely cognitive and perceptual manipulation has motivational effects in producing in-group bias. The theory assumes that our self esteem depends to great extent on the status and success of the groups we belong to; if we belong to a group, however arbitrary, it must be above-average. | » |

Rentat de Cervell: molt paregut al que nosaltres intentarem provocar en les ments dels subjectes experimentals.
| « | Brainwashing came to public attention when some U.S. soldiers, captured by the Chinese in the Korean War, refused repatriation at the end of the war. How could American boys not want to come home? Brainwashing was the answer: a system of small-group study of Communist-party materials, joined with sessions of criticism and self-criticism for failures to live up to "the people's viewpoint." | » |